# برنار مندی
برنار مندی (فرانسوی: Bernard Mendy‎؛ زادهٔ ۲۰ اوت ۱۹۸۱) بازیکن سابق فوتبال اهل فرانسه است.
از باشگاه‌هایی که در آن بازی کرده‌است می‌توان به باشگاه فوتبال هال سیتی، باشگاه فوتبال کان، باشگاه فوتبال پاری سن ژرمن، باشگاه فوتبال بولتون واندررز، باشگاه فوتبال استاد برستوا ۲۹، باشگاه فوتبال پاری سن ژرمن، باشگاه فوتبال بنگال شرقی، و باشگاه ورزشی لیماسول اشاره کرد.
وی همچنین در تیم ملی فوتبال فرانسه بازی کرده‌است.